# Bahnstrecke Afula–Nablus
| Streckenlänge: | 78 km                       |                                                                     |                                                                     |
| Spurweite: | 1050 mm                     |                                                                     |                                                                     |
| |                             |                                                                     |                                                                     |
| Staaten: | Israel, Paläst. Auton.-geb. |                                                                     |                                                                     |
| \| \| \| Jesreʿeltalbahn von Haifa \| \| \| \| 0,0 \| Afula \| Afula \| \| \| \| Jesreʿeltalbahn nach Darʿā \| \| \| \| \| Grüne Linie \| \| \| \| 17,0 \| Dschenin \| Dschenin \| \| \| 18,0 \| ʿArabeh \| ʿArabeh \| \| \| 40,0 \| Sileh \| Sileh \| \| \| \| \| \| \| \| 60,00,0 \| (al-)Masʿūdiyya \| (al-)Masʿūdiyya \| \| \| \| \| \| \| \| \| Militärbahn Masʿūdiyya–Sinai nach Tulkarm (ehemals bis al-Qusaymah) \| \| \| \| \| \| \| \| \| 65,0 \| Sabastieh \| Sabastieh \| \| \| 78,0 \| Nablus \| Nablus \| |                             |                                                                     |                                                                     |
| Strecke (außer Betrieb) |                             | Jesreʿeltalbahn von Haifa                                           | Jesreʿeltalbahn von Haifa                                           |
| Bahnhof (Strecke außer Betrieb) | 0,0                         | Afula                                                               | Afula                                                               |
| Abzweig geradeaus, nach links und von links (Strecke außer Betrieb) |                             | Jesreʿeltalbahn nach Darʿā                                          | Jesreʿeltalbahn nach Darʿā                                          |
| Grenze (Strecke außer Betrieb) |                             | Grüne Linie                                                         | Grüne Linie                                                         |
| Bahnhof (Strecke außer Betrieb) | 17,0                        | Dschenin                                                            | Dschenin                                                            |
| Bahnhof (Strecke außer Betrieb) | 18,0                        | ʿArabeh                                                             | ʿArabeh                                                             |
| Bahnhof (Strecke außer Betrieb) | 40,0                        | Sileh                                                               | Sileh                                                               |
| Tunnel (Strecke außer Betrieb) |                             |                                                                     |                                                                     |
| Bahnhof (Strecke außer Betrieb) | 60,00,0                     | (al-)Masʿūdiyya                                                     | (al-)Masʿūdiyya                                                     |
| |                             |                                                                     |                                                                     |
| Abzweig geradeaus und nach rechts (Strecke außer Betrieb) |                             | Militärbahn Masʿūdiyya–Sinai nach Tulkarm (ehemals bis al-Qusaymah) | Militärbahn Masʿūdiyya–Sinai nach Tulkarm (ehemals bis al-Qusaymah) |
| |                             |                                                                     |                                                                     |
| Bahnhof (Strecke außer Betrieb) | 65,0                        | Sabastieh                                                           | Sabastieh                                                           |
| Kopfbahnhof Streckenende (Strecke außer Betrieb) | 78,0                        | Nablus                                                              | Nablus                                                              |

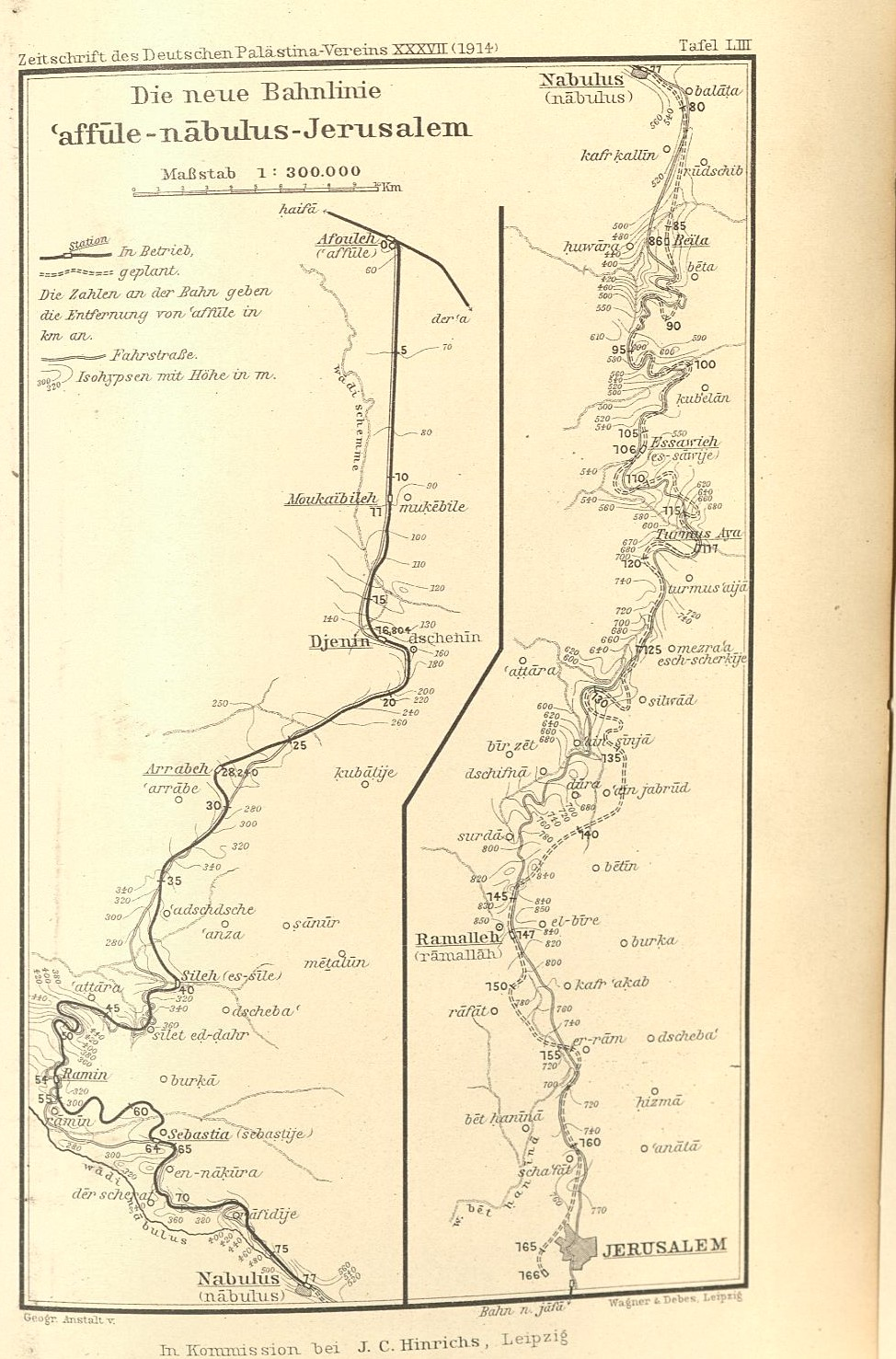
Afula–Nablus 1914 mit der geplanten Strecke nach Jerusalem. Karte von Wagner & Debes

Die Bahnstrecke Afula–Nablus, auch Samarienbahn genannt, war eine Zweigstrecke der Jesreʿeltalbahn in der Spurweite 1050 mm der Hedschasbahn, deren ursprüngliche Intention es war, eine Verbindung von deren Netz nach Jerusalem herzustellen, die aber über Nablus hinaus nie weitergeführt wurde.

## Geschichte

### Bau

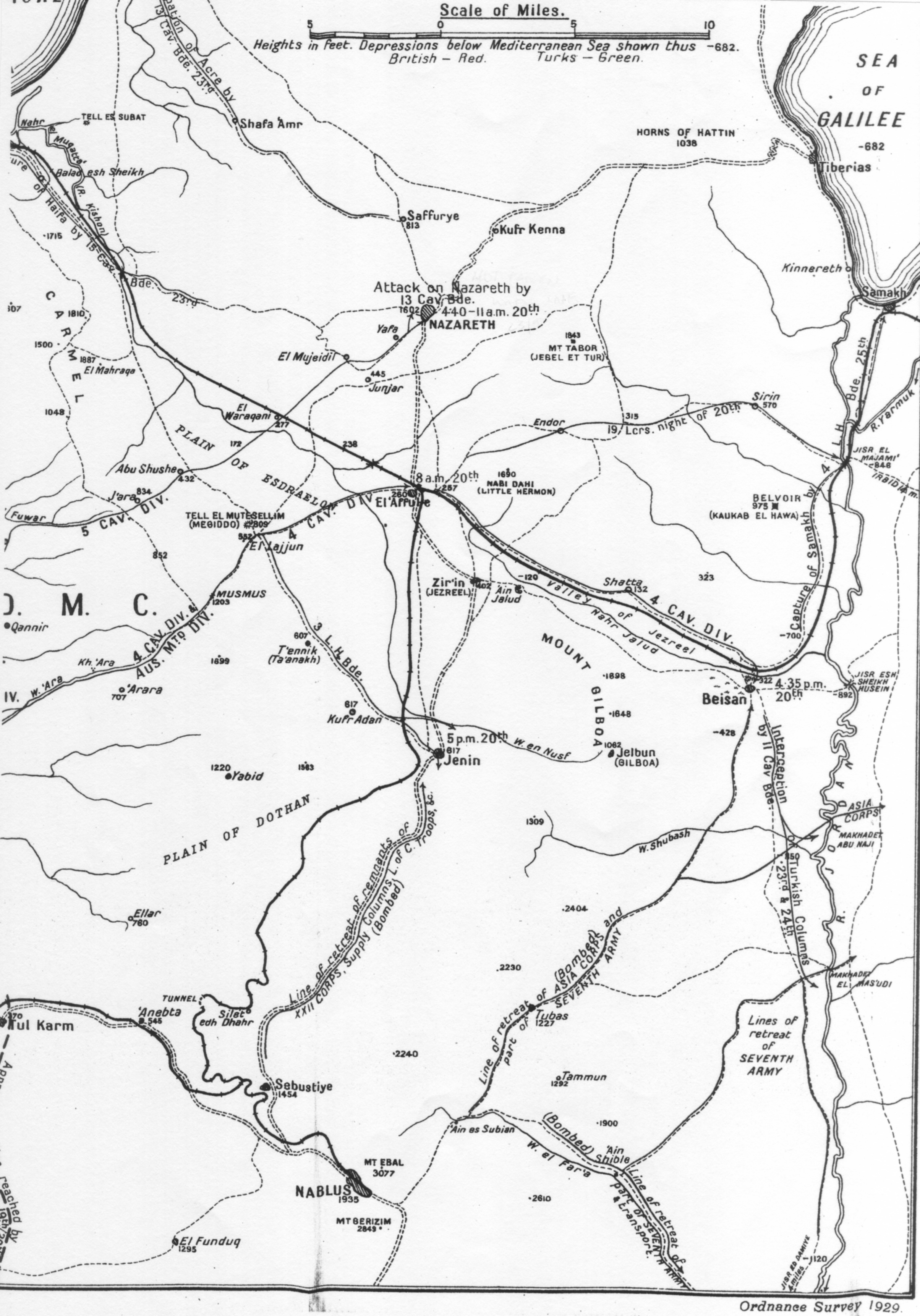
Karte der Samarienbahn mit Jesreʿeltalbahn und Militärbahn ab Masʿūdiyya

Seit 1908 projektiert, aber erst 1912 begonnen, sollte eine Abzweigung der Jesreʿeltalbahn in Afula, damals im osmanischen Vilâyet Beirut, nach Süden bis Jerusalem (Mutesarriflik Jerusalem) führen, das damals nur durch die Bahnstrecke Jaffa–Jerusalem per Bahn erreichbar war, unter der Konzession der französischen Société du Chemin de Fer Ottoman de Jaffa à Jérusalem et Prolongements. Die französische Regierung intervenierte wegen der drohenden Konkurrenz bei der Hohen Pforte, Regierung des Osmanischen Reichs, in Istanbul. Die Regierungen vereinbarten daraufhin, dass die Hedschasbahn südlich nicht über Nablus hinausgeführt werden sollte. Der schon 1908 von Meißner-Pascha unterbreitete Vorschlag, die Bahn von Afula aus mit Lod an der Linie Jaffa-Jerusalem zu verbinden, wurde zu diesem Zeitpunkt nicht ausgeführt.
Die Hedschasbahn hatte die Rechtsform eines Waqfs, eine wohltätige islamische Stiftung, hier zum Nutzen der Pilger des Haddsches, was auch die Zweigstrecken einschloss. 1913 waren 17 km der Strecke bis Dschenin fertiggestellt; bei Eintritt des Osmanischen Reiches in den Ersten Weltkrieg auf Seiten der Mittelmächte 1914 war Nablus fast erreicht, die Bahn bis Sileh (heute Silat eẓ-Ẓahr) in Betrieb. Insgesamt war die Strecke 36 km lang.

### Erster Weltkrieg
Mit dem Kriegseintritt des Osmanischen Reiches war es mit der Rücksichtnahme auf französische Interessen vorbei. Allerdings war es jetzt vordringlich, den Bahnbau in Richtung Suezkanal vorzutreiben, primäres Angriffsziel der osmanischen Armee. So war Sileh als zunächst südlichster Punkt, der von Norden mit der Eisenbahn zu erreichen war, wichtiger Umschlagpunkt für die Truppen der Mittelmächte und deren Versorgung auf dem Weg nach Süden zur Sinai- und Palästinafront.
Die Osmanische Militärbahn in Palästina nahm die Samarienbahn zwar zum Ausgangspunkt ihres Bahnbaus, trieb die neue Strecke aber aus den Bergen Samariens westwärts in die Scharonebene hinab, wo der Bahnbau technisch einfacher zu bewerkstelligen war. Den unterhalb des Patriarchenweges (heute Landstraße 60) an der Samarienbahn einsam gelegenen Bahnhof al-Masʿūdiyya (المَسْعُودِيَّةُ) ostwärts verlassend nahm die Strecke eine 180°-Kurve im westwärts abfallenden Einschnitt eines Zuflusses des Nablus, um einen zeitraubenden Richtungswechsel zu ersparen, und folgte im weiteren Verlauf dessen Tal (Wadi az-Zaymar, auch Wādī asch-Schaʿīr) über Anabta nach Tulkarm, und führte weiter über Lod bis in den Sinai. Als Teil der Nachschubstrecke Damaskus – Sinai hatte die Bahnstrecke ʿAfula–Nablus nun für drei Jahre ihre höchste Bedeutung.
Um 1917/1918 kam die deutsche Eisenbahnbetriebskompanie E.B.S.K. 11 unter Hauptmann Borck ins Land. Mit ihren deutschen Eisenbahnbeamten führte sie den gesamten Betrieb zwischen Sammach (heute Zemach) am See Genezareth und Tulkarm und stellte die Fahrdienstleiter.

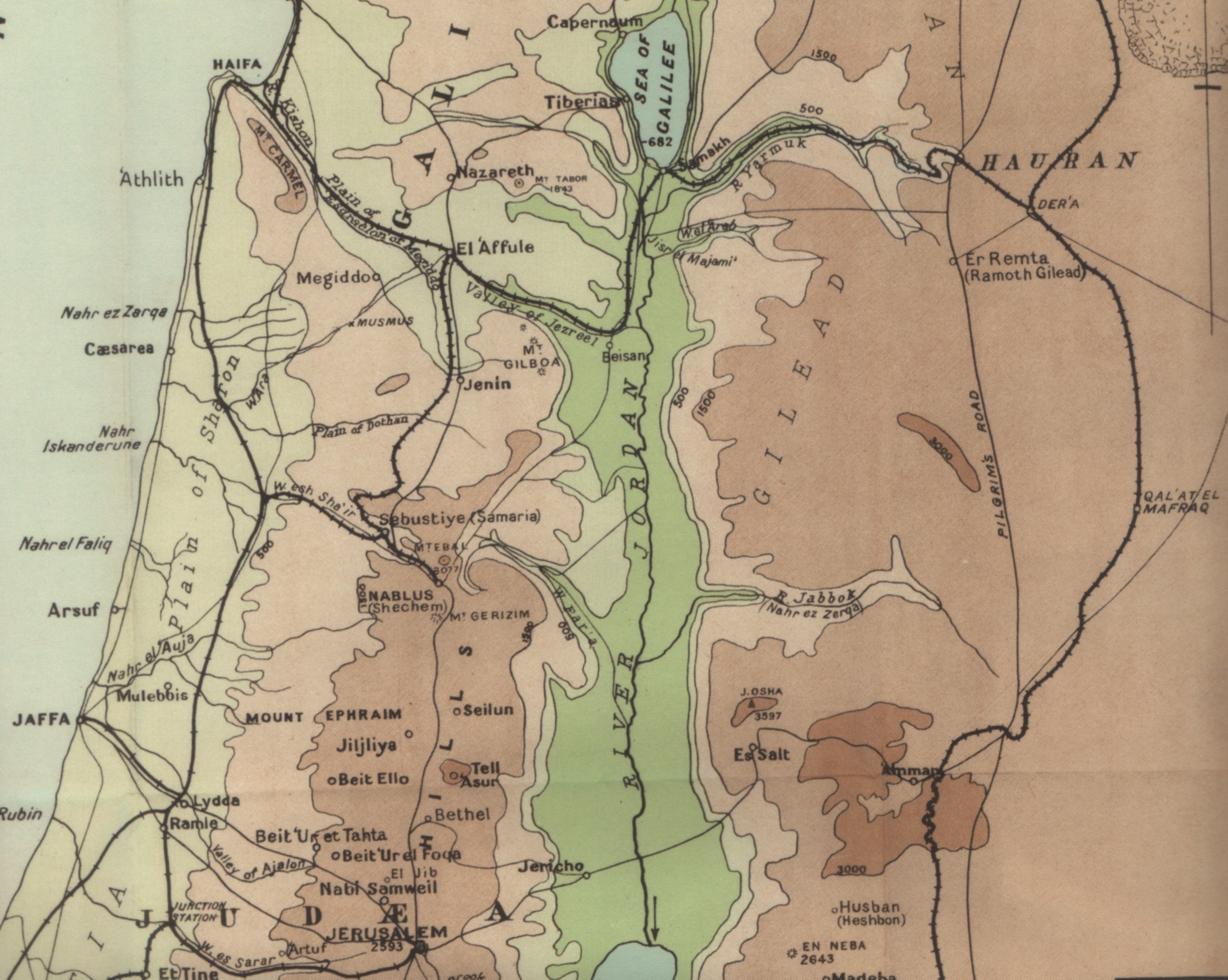
Karte mit Verläufen von Hedschas- (im Osten), Jesreʿel- (im Norden), Ost- (im Westen), Samarienbahn (Mitte) und J & J-Linie (im Süden), 1930

### Mandatszeit
Vom Sultanat Ägypten kommend trieb britisches Militär bei der Eroberung Palästinas mit den britischen Militärbahnen in Palästina Bahnstrecken in Normalspur (1435 mm) nach Norden voran. Eine der Strecken, die Sinai-Bahn, mündete am Bahnhof Lod in die J&J-Linie. Alle eingenommenen Strecken in 1050-mm-Spur, die deutsche und osmanische Soldaten während des Krieges südlich von Tulkarm errichtet hatten, spurten die Briten auf 1435 mm um, so auch die Militärbahn Masʿūdiyya–Sinai im Abschnitt zwischen Lod und Tulkarm (heute Ostbahn genannt), und verlängerten sie bis November 1920 nach Norden bis Haifa.
Der Völkerbund verfügte den Waqf der Oberaufsicht des Kalifen in Istanbul, damals geistliches Oberhaupt des Islams, zu entziehen und wie staatliches osmanisches Eigentum in den neuen Völkerbundsmandaten für Syrien und Libanon sowie für Palästina den neuen zivilen Mandatsregierungen als gegebene Infrastruktur dort zu überlassen ohne Zahlung eines Ausgleichs an die Türkei. Mit Gründung der zivilen Palestine Railways (PR) im Dezember 1920 einigten sich die drei Mandatsregierungen, wie bei der Hedschasbahn Fahrzeuge und Strecken sowie der Betrieb derselben aufzuteilen waren.:331
Die Frage des Waqf-Status und damit des Eigentums an der Strecke beschäftigte die palästinensische Mandatsverwaltung. Denn in der Verfassung Mandats-Palästinas (Art. 9) war 1920 festgelegt worden, dass alle vor Beginn des Mandates bestehenden religiösen Rechte unter britischer Hoheit bestehen bleiben würden.:329 Damit wich die Lage in Palästina ab von den anderen Mandatsgebieten, wie auch von der Lage in Transjordanien, das 1923 von Mandats-Palästina abgetrennt wurde, ohne Wahrung des durch die Mandatsverfassung vorher gewährten Schutzes religiöser Rechte. Die Mandatsregierung führte für die Waqf-Strecken getrennte Konten und ließ die Überschüsse aus Betrieb der Anlagen der Hedschasbahn in Mandats-Palästina nach Abzug aller Kosten und gebotenen Erhaltungsinvestitionen dem Stiftungszweck gemäß dem Wohle muslimischer Pilger zukommen.

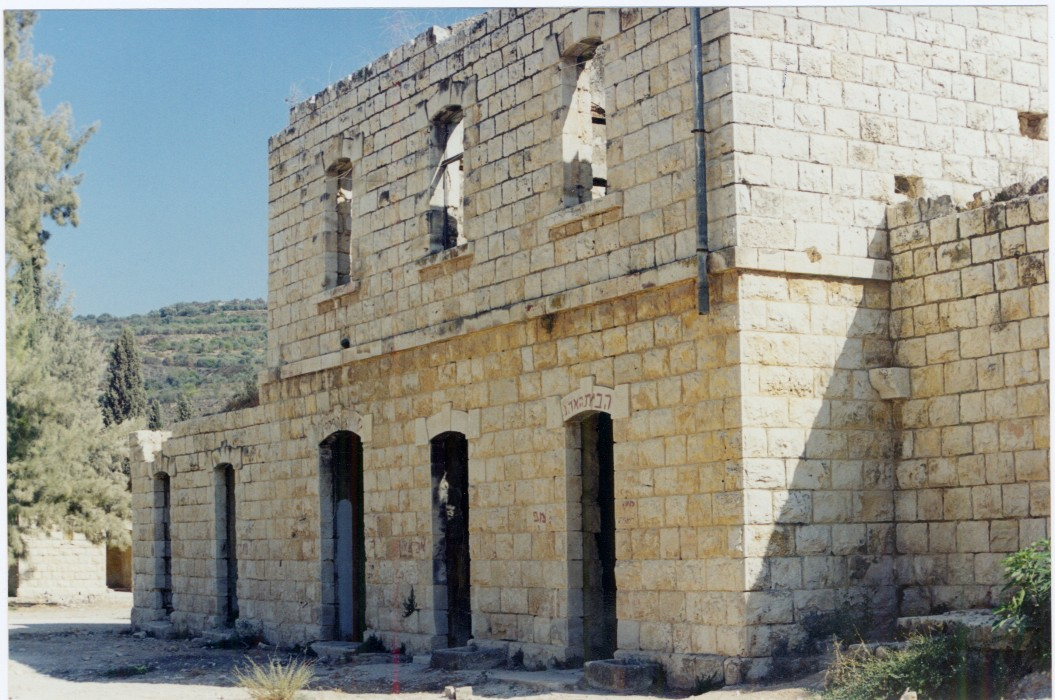
Bahnhof (al-)Masʿūdiyya, 2002

Nachdem die osmanische Militärbahn in den Sinai von Tulkarm südwärts auf Normalprofil umgespurt worden war, blieben die Bahnstrecke Afula–Nablus und die von ihr in al-Masʿūdiyya abzweigende schmalspurige Reststrecke bis Tulkarm Torsi, die nie über eine lokale Zubringerfunktion hinauswuchsen. Die Fahrt von Tulkarm nach Nablus war langwierig wegen der Steigung, vieler enger Kurven und weil die Züge im Bahnhof al-Masʿūdiyya die Richtung wechseln mussten. Die Strecken waren in ihrem Verkehrsaufkommen so unbedeutend, dass die Palestine Railways, den Verkehr zeitweise einstellten. Neuseeländische Pioniere überholten 1940 die Anlagen der Strecke zwischen Tulkarm und Afula, um die Versorgungsroute für britische Einheiten zu stärken, die an der Grenze zu Mandats-Syrien der französischen Armée du Levant des mit Hitler verbündeten französischen Vichy-Regimes gegenüberstanden. 1944 wurde der Güterverkehr zwischen Afula und Nablus noch einmal aufgenommen, aber schon 1946 mangels Bedarfs erneut eingestellt.:Fußnote 711 auf S. 170

## Gegenwart
Nach der Erklärung der Unabhängigkeit Israels am 14. Mai 1948 eröffneten einmarschierende Armeen benachbarter arabischer Staaten den internationalen Krieg um Israels Unabhängigkeit. Die Invasoren und Israels Armee erkämpften dabei in Gefechten gegeneinander bestimmte territoriale Linien und fixierten diese als so genannte Grüne Linie in den Waffenstillstandsabkommen von 1949 der Länder Königreich Ägypten, Libanon, Transjordanien und Syrien mit Israel. Die Kriegsgegner schlossen nicht Frieden, einigten sie sich weder auf anerkannte Grenzen, noch nahmen sie diese überschreitenden Verkehr oder diplomatische Beziehungen auf.

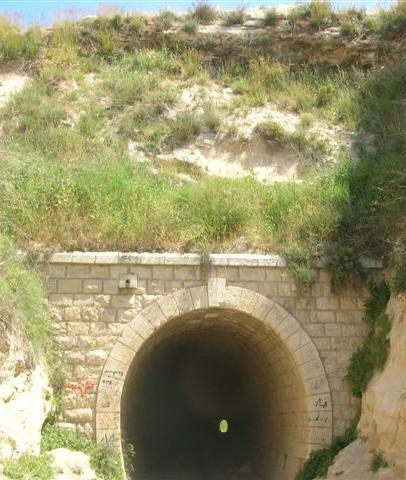
Blick durch den Tunnel, 2009

Die Grüne Linie, dann bis 1967 de facto die geschlossene Grenze zwischen Israel und Jordanien, zerschnitt auch die Samarienbahn und das nördliche Ende der Strecke Masʿūdiyya–Sinai. Die auf jordanischem Gebiet gelegenen Streckenteile, die ohnehin schon seit 1946 stillgelegt waren, hätten ohne Verkehr über die Grüne Linie oder erst noch herzustellenden Anschluss an die Hedschasbahn im Osten nur als Inselbetrieb wieder in Gang genommen werden können. Der Eisenbahnverkehr wurde auf jordanischer Seite dann nicht wieder aufgenommen. Die Anlagen wurden in der Folgezeit weitgehend abgebaut. Bestehen blieb der Tunnel im Streckenabschnitt zwischen Silat eẓ-Ẓahr und Masʿūdiyya, heute eine lokale Touristenattraktion.